# Драгутин Ђорђевић Алија
Драгутин Ђорђевић – Алија (Ђаковица, 20. август 1920 – Београд, 23. мај 2008), учесник Народноослободилачке борбе, генерал-мајор ЈНА и народни херој Југославије.

## Биографија
Рођен је 20. августа 1920. године у Ђаковици. До окупације Југославије 1941. године, био је активни подофицир (поднаредник-радиотелеграфиста) ваздухопловства Југословенске војске.
Током Априлског рата, Ђорђевић је одбио да се преда окупатору. Са оружјем је дошао у свој родни крај, а потом се скривао да не би био одведен у заробљеништво.
Од јесени 1941. године активно је сарађивао с Народноослободилачким покретом Југославије у Ђаковици. Посебно се ангажовао на окупљању српских и црногорских маса за борбу против окупатора, квислинга и колаборациониста. Исте године, као политички активиста и проверен припадник НОП, био је примљен у Комунистичку партију Југославије. Исте године постао је члан војног руководства за Ђаковицу, које је координирало рад на мобилизацији и обуци бораца као и извођењу разних акција, и постао члан једне диверзантске групе. Група је успешно извршила више задатака као што су атентати на фашистичке функционере и домаће квислинге, диверзантске акције и друго.
У партизански одред „Зејнел Ајдини“ ступио је новембра 1942. године. У одреду је најпре био борац, а потом пушкомитраљезац и командир одељења. Јануара 1943. ступио је у одред „Емин Дураку“ и такође био командир одељења. Од маја до јесени 1943. био је у Шарпланинском одреду. У групи ударних косовских батаљона био је командир чете. Истакао се у нападу на италијанску колону близу Призрена, у акцијама код Скадра и као курир. Као курир је направио неколико подвига, међу којима су два успешна пребацивања са Косова до Главног штаба НОВ Албаније и једанпут до Главног штаба НОВ и ПО Македоније.
Када је 11. новембра 1943. године формирана Прва македонско-косовска ударна бригада, Ђорђевић је ступио у њене редове. У овој јединици, био је војни инструктор, заменик команданта и командант батаљона и учествовао у њенмим наредним борбама. Бригада се посебно истакла током тзв. Фебруарског похода. За 14 дана сталних тешких маршева, и непрекидних даноноћних борби, прешла је 300 километара. У овом периоду Ђорђевић се истакао пише пута. Нарочито се истакао у борби код Богомиле. Тада је више пута јуришао на бугарске бункере, упадао у њих и уништавао живу силу и технику непријатеља.
У борбама за поновно ослобођење Дебарца (април—мај 1944), као и у бројним борбама, акцијама и маршевима у непријатељској офанзиви у Македонији (мај—јун 1944) у Струшкој Малесији, на комуникацији Струга—Дебар и у гостиварско-мавровском крају, бригада је успешно извршила постављене задатке. У тим операцијама, Драгутин Ђорђевић се истакао у пробоју на комуникацији Охрид—Ресан. Тада је као командант батаљона, прво дејствовао као бомбаш, а потом је батаљон повео на јуриш. Од јуна до краја августа успешно је командовао Првим батаљоном Прве македонске ударне бригаде.
Као истакнути борац и добар старешина, августа 1944. године, био је именован за команданта Шесте македонске бригаде. Бригада је учествовала у борбама за коначно ослобођење Македоније на широј територији Крушева, за ослобођење Кичева, на просторији Тетова, итд.
Јануара 1945. именован је за команданта Прве косовско-метохијске ударне бригаде. Ова јединица, која је имала значајну улогу у ослобођењу Косова и Метохије (јесен 1944. године), до краја рата ангажована је у борбама и акцијама против домаћих квислинга на Косову.
После рата све до 1969. године, Ђорђевић је био на служби у Југословенској народној армији. Био је начелник Штаба дивизије, командант Ваздухопловног наставног центра и официр у команди ЈРВ и ПВО.
Завршио је Пешадијску официрску школу у Совјетског Савеза и Вишу ваздухопловну војну академију ЈНА. Пензионисан је 1969. у чину генерал-мајора ЈНА и преведен у резерву.
Преминуо је 23. маја 2008. године у Београду и сахрањен је у Алеји народних хероја на Новом гробљу.
Носилац је Партизанске споменице 1941, Ордена заслуга за народ са сребрним зрацима, Ордена братства и јединства сребрним венцем, Ордена за храброст и осталих југословенских одликовања. Орденом народног хероја одликован је 27. новембра 1953. године.